# Nematonereis hebes
Nematonereis hebes är en ringmaskart som beskrevs av Addison Emery Verrill 1900. I den svenska databasen Dyntaxa används istället namnet Nematonereis unicornis. Nematonereis hebes ingår i släktet Nematonereis och familjen Eunicidae. Arten har ej påträffats i Sverige. Inga underarter finns listade i Catalogue of Life.